# Paulino González Villalobos
Paulino González Villalobos (San José, 1944-1988) fue un historiador, profesor y escritor costarricense conocido tanto por sus trabajos en historia política, de la educación y de los movimientos estudiantiles de Costa Rica así como por haber formado parte de un proceso de renovación y profesionalización de la historia en Costa Rica, denominado Nueva Historia.

## Historia
González Villalobos fue un historiador interesado en diversos temas. Siendo joven participó en las jornadas contra ALCOA, en abril de  (1970 lo cual lo marcaría dentro de su militancia en la juventud Social Demócrata de Costa Rica y en sus escritos sobre movimientos estudiantiles.
Profesor en la Escuela de Historia y Geografía de la Universidad de Costa Rica  se interesó por elaborar una investigación histórica que superase la historiografía "acontecimental" predominante en estos años. Fundó, junto con un grupo de estudiantes el CEIS (Centro de Estudios e Investigaciones Sociales) donde se estudiaban los trabajos históricos de la Escuela de los Annales y diversos corrientes de pensamiento marxista.
En  1976 fue becado por la Universidad de Costa Rica y se trasladó a Francia con el fin de seguir estudios en la Universidad de Toulouse.  En Francia estuvo bajo la dirección de Bartolomé Bennassar, especialista  destacado de la Historia de España en el siglo XVI.  Los estudios doctorales le permitieron a  González centrar su investigación  hacia el análisis de los movimientos de resistencia indígena al poder español en Centroamérica. Su disertación La resistencia indígena en el Reino de Guatemala (1523 1720), constituyó un esfuerzo de investigación notable para la época tanto por sus aportes documentales como teórico - metodològicos.
Una vez finalizado el doctorado retornó a Costa Rica donde inició una labor intensa de formación de historiadores, catalogándose como uno de los principales renovadores de la historia en Costa Rica que quedó reflejada en una autobiografía académica titulada Los avatares de la nueva historia.
El primero de enero de 1988 González Villalobos muere en un accidente de tránsito conmocionando a la academia costarricense evidenciado en profundas reflexiones sobre su trayectoria las cuales se publicaron en la Revista de Historia y en Anuario de Estudios Centroamericanos.

## Reconocimientos
En 1994, en forma póstuma la Asociación Pro-Historia Centroamericana creó la Beca Luis Paulino González con el fin de apoyar a los estudiantes del Posgrado Centroamericano en Historia de la Universidad de Costa Rica.

## Principales publicaciones
- Antología del curso: introducción a la Historia y Técnicas para el estudio I (1976) en colaboración con Solórzano Fonseca, Juan Carlos
- Los avatares de la "nueva historia"  González Villalobos, Paulino En: Revista de historia, n.º especial: Homenaje a Paulino González Villalobos, p. 27-50
- Desarrollo institucional de Costa Rica, 1523-1914 (1. edición) (1983)
- La empresa Cavallón-Estrada en la conquista de Costa Rica (1987)
- Ley de protección al consumidor: antecedentes, situación actual: 26 de mayo de 1984: seminario (1984) González Villalobos, Paulino
- Los orígenes del movimiento estudiantil universitario en Costa Rica, 1844-1940 (1987)
- Ruta - Sarapiquí: historia sociopolítica de un camino/ (1976)
- La Universidad de Santo Tomas (1. edición) (s1989)
- La Universidad de Santo Tomas: un estudio introductorio (s1972)[7]